# Villa Josephson
Villa Josephson är en fastighet vid Laboratoriegatan 12 (alternativt Nobelgatan 11) i kvarteret Ambassadören 2 i Diplomatstaden, Stockholm, ritad av arkitekten Erik Josephson och uppförd 1926 för hans kusin grosshandlaren och konstsamlaren John Josephson. Fastigheten är blåmärkt av Stadsmuseet i Stockholm vilket betyder "att bebyggelsen bedöms ha synnerligen höga kulturhistoriska värden".

## Historik
Innan John Josephson byggde sin villa ägdes tomten av disponent Kristoffer Huldt, som den 23 oktober 1917 ansökte om bygglov att få uppföra en privatbostad enligt ritningar av Torben Grut. Projektet genomfördes dock aldrig. En notis den 17 september 1923 av bygglovsarkitekten Sigurd Westholm lyder:
”Då tiden för byggnadslovets giltighet numera utgått utan att byggnadsföretaget kommit till utförande, kommer ärendet avskrivas.”
1925 hade John Josephson förvärvat tomten, och han lämnade 1926 in en ny bygglovsansökan för dagens byggnad.

## Utformning
På den 2 296 m² stora, långsmala tomten placerade arkitekten Erik Josephson huvudbyggnaden längst ner mot söder, närmast Nobelgatan, och entrén med två små flygelbyggnader vände han mot norr och Laboratoriegatan. Villan är en av tre i Diplomatstaden med putsade fasader, här avfärgad i en varmockra färgton. De övriga nio villorna har fasader av rött tegel. Taket har ett svagt fall och är valmat. Runt takfoten löper ett kraftigt tandsnitt som ger huset karaktär.
Bygglovsritningarna från 1926 visar en slottsliknande byggnad med strikt symmetrisk planlösning. Även trädgården har arkitekten gestaltat symmetriskt och barockinspirerat. Från entréhallen når man ett drygt 70 m² stort galleri med utsikt över Djurgårdsbrunnsvikens vatten. Galleriet flankeras av matsalen och ett kabinett med bibliotek. Matsal och kabinett har halvrunda burspråk som avslutas med var sin balkong som nås från sovrummen en trappa upp. Kök, serveringsrum, kapprum, trapphus och liknande utrymmen har placerats mot entrésidan. På övervåningen visar ursprungsritningen två stora sovrum och två mindre mot syd, samt ett syrum, två jungfrukammare, flera bad- och toalettrum och ett ”borstrum” (dåtidens städskrubb). Via en stor centralhall och några korridorer når man alla dessa rum.

## Senare ägare
Huset köptes 1946 av förläggaren Johan Nordenfalk[källa behövs] och 1962 av belgiska staten för 1,35 miljoner kronor, sedan ansökte den belgiska ambassaden i Stockholm om ”om- och tillbyggnad för inrymmande av ambassadens kansli i souterrängplanet”. Villan inrymde 2008 belgiska ambassadens residens; ambassadverksamheten finns vid Kungsbroplan. 

## Ursprungsritningar

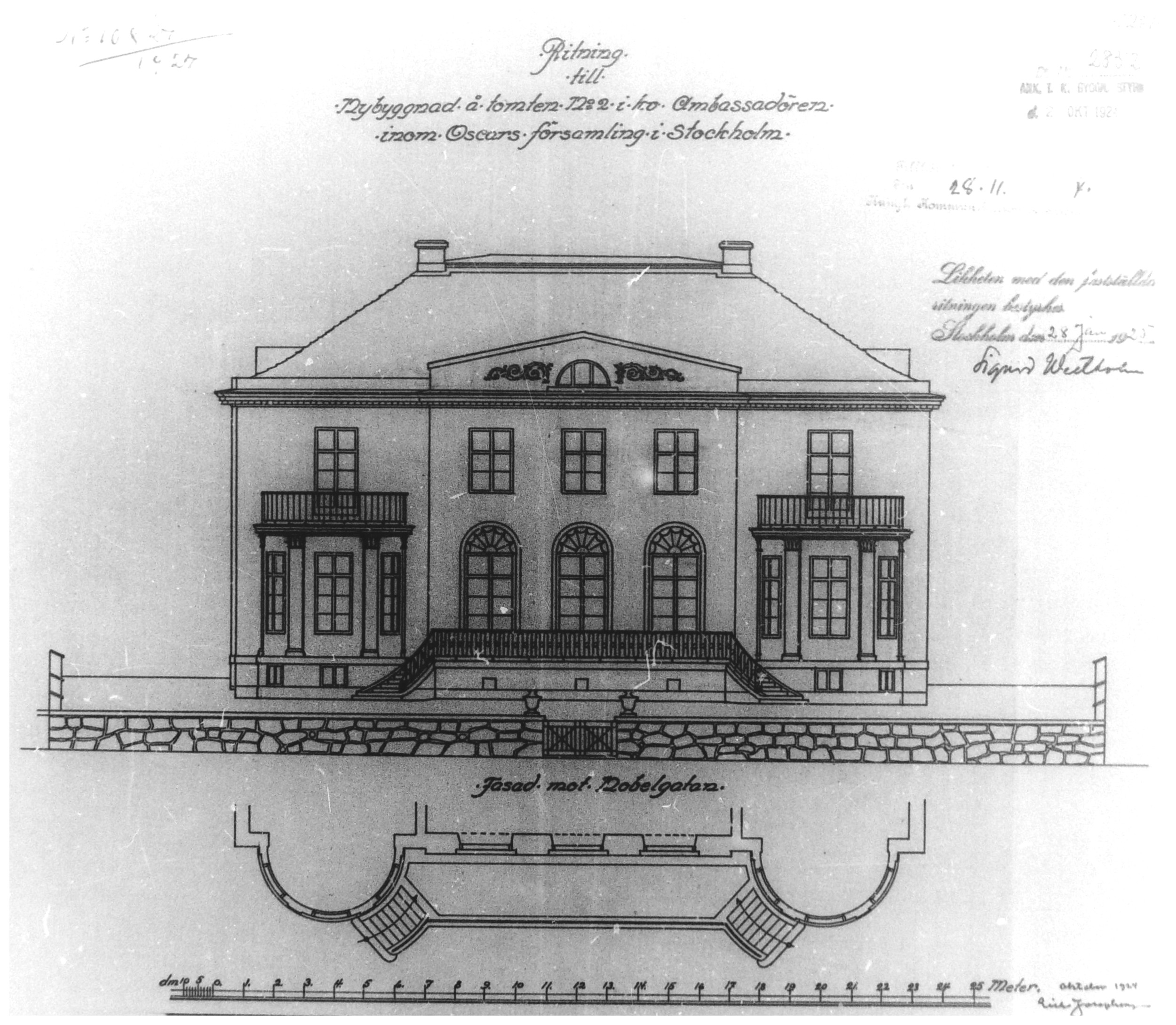
Fasad mot söder.
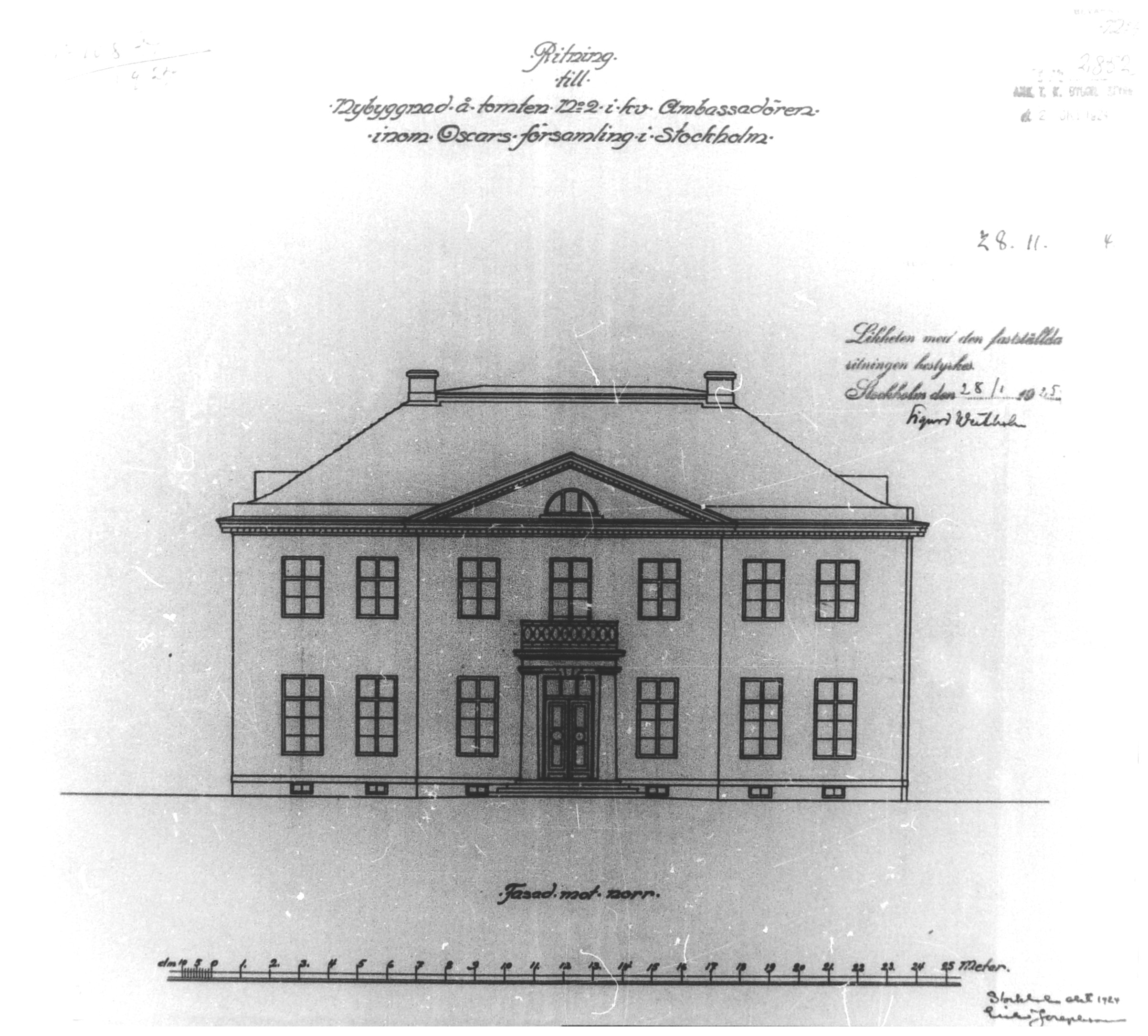
Fasad mot norr, entré.
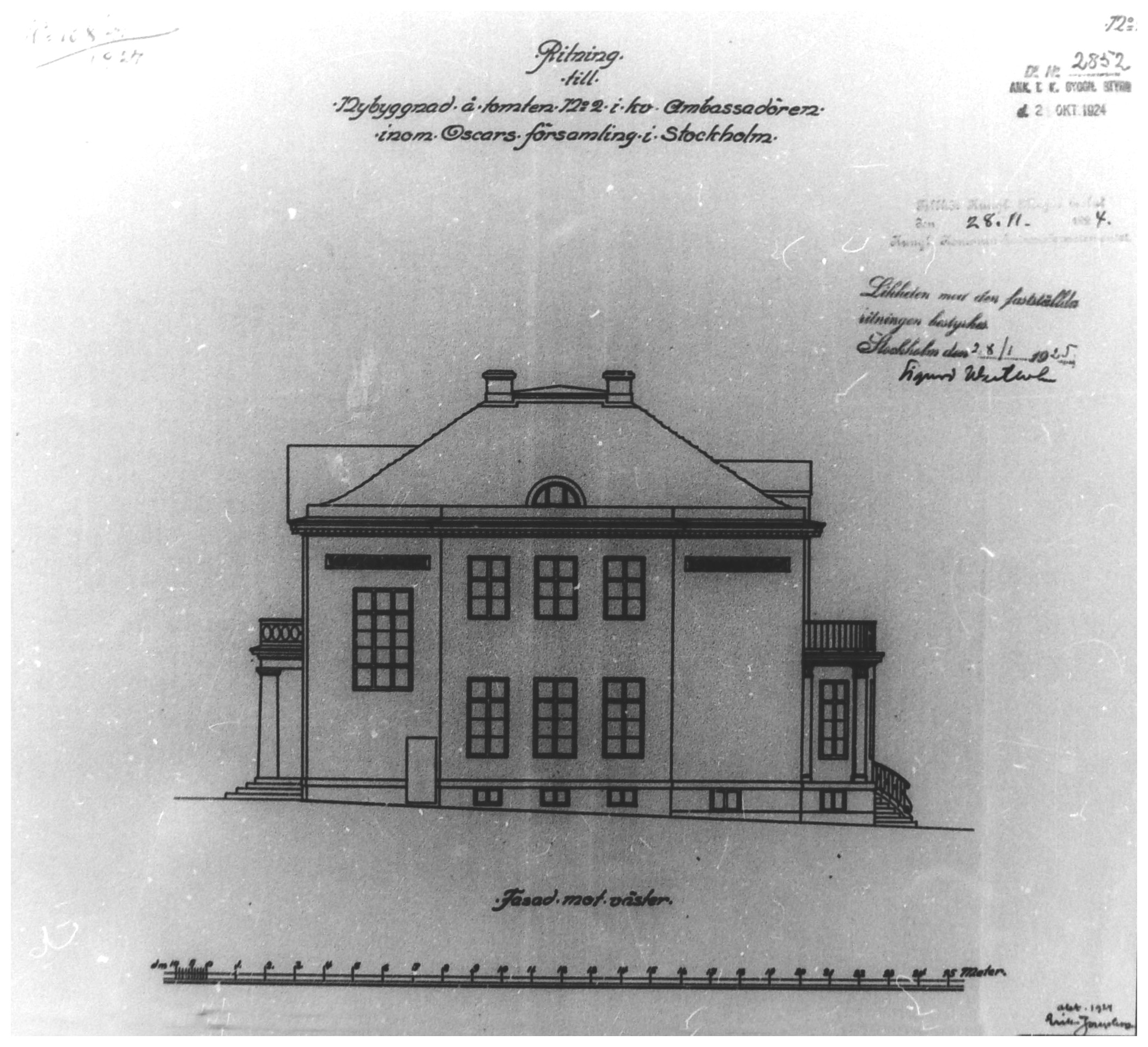
Fasad mot väster.
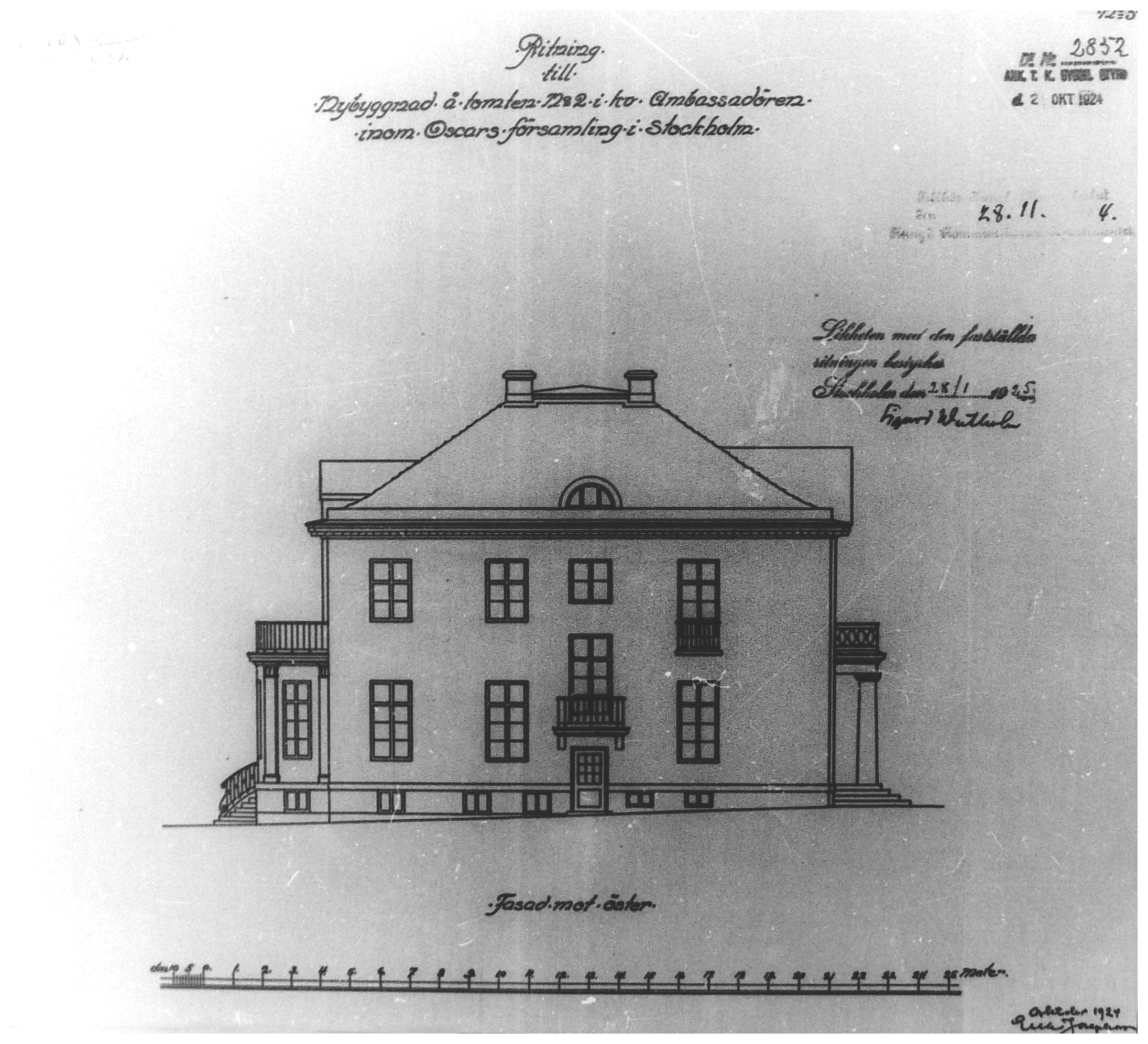
Fasad mot öster.